# Fallin' Down
「Fallin' Down」（フォーリン・ダウン）は、電気グルーヴのシングル。2015年2月25日にKi/oon Music（Sony Music Entertainment）から発売された。通常盤、初回限定盤、12inchレコードの3種リリースで、初回限定盤にはライブ映像が収録されたDVDが同梱。

## 概要
前シングル「Missing Beatz」から2年ぶりのリリース。電気グルーヴの前身にあたる人生が所属していたナゴムレコードの主宰、ケラリーノ・サンドロヴィッチが監督を務める、テレビ東京系ドラマ『怪奇恋愛作戦』の主題歌に起用された。電気グルーヴがドラマの主題歌を担当するのは初めてである（ただし2009年に毎日放送の制作のドラマ『古代少女ドグちゃん」に1996年にリリースした「誰だ!」が起用されている）。電気は「ケラさんの要望が明確だったのでやりやすかったです。打ち合わせは実質2分で終わりました」。
リリース時には楽曲の感想をTwitterで投稿し、2月24日と2月27日に個性的な感想を投稿した30名にはオリジナルステッカーとポスターがプレゼントされるという企画があったが、石野卓球は企画について知らず、2月24日に「何コレ?寒過ぎ!絶対に参加しないで」とTwitterで批判。2月27日の開催が中止となった。

## 収録曲
全作詞：石野卓球, ピエール瀧 / 作曲：石野卓球
1. Fallin' Down [5:11]
  - テレビ東京系ドラマ「ドラマ24『怪奇恋愛作戦』」主題歌。2017年にリリースされたアルバム『TROPICAL LOVE』には「Album mix」として収録された。
2. Fallin' Down (Instrumental) [5:11]
3. Fallin' Down (TV Edit) [1:13]
4. Baby's on Fire (Hoshina Anniversary Remix) [5:04]
  - Hoshina Anniversaryによるリミックス。
5. Baby's on Fire ((((さらうんど))) Remix) [4:58]
  - (((さらうんど)))によるリミックス。

### 初回限定盤付属DVD
2014年11月8日に行われた25周年記念ツアー「塗糞祭」から3曲収録。4曲目には「COMING 2015 SUMMER TRAILER」というタイトルの映像が収録されており、2015年に公開する映画「DENKI GROOVE THE MOVIE?」の予告編を見ることができる。
1. 完璧に無くして
2. Baby's on Fire
3. スマイルレス スマイル

### 12inch
A-SIDE
1. Fallin' Down
2. Fallin' Down (Instrumental)

B-SIDE
1. Baby's on Fire (Hoshina Anniversary Remix)
2. Baby's on Fire ((((さらうんど))) Remix)

## リミックス盤
2017年2月22日に12inchレコードの「Fallin' Down（The Other Two Remix）」をリリース。ジャケットはDEVICEGIRLSのKazuki Wadaが担当した。リミックスはNew Orderのメンバーで、The Other Twoのスティーヴン・モリスとジリアン・ギルバートが担当。

### 収録曲
A-SIDE
1. Fallin' Down (Other Two Remix)

B-SIDE
1. Fallin' Down (Other Two Groove Mix)